# Nat King Cole

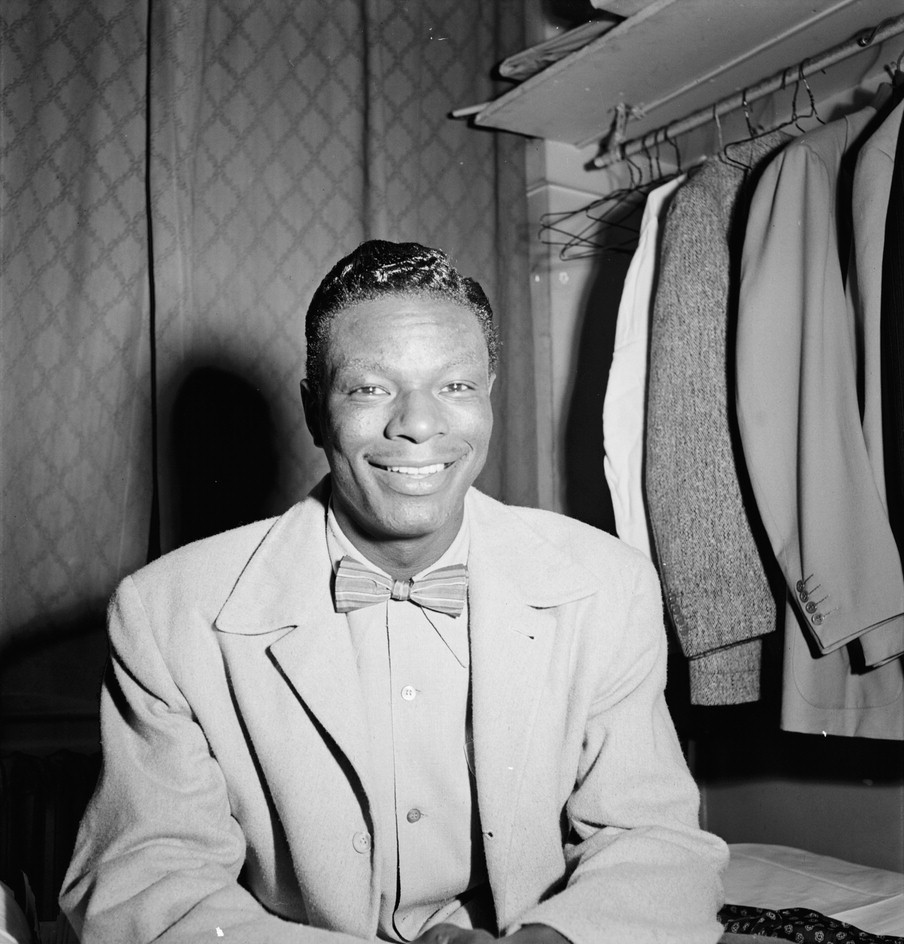
Nat King Cole, um 1946
Foto: William P. Gottlieb

Nat „King“ Cole, Realname Nathaniel Adams Coles, (* 17. März 1919 in Montgomery, Alabama; † 15. Februar 1965 in Santa Monica, Kalifornien) war ein US-amerikanischer Sänger, Jazzpianist und Schauspieler. Mit Hits wie Unforgettable, L-O-V-E, Autumn Leaves und The Christmas Song wurde er weltberühmt. Er gilt als einer der besten Jazz-Künstler aller Zeiten.

## Leben und Wirken als Musiker und Sänger
Nat Cole wuchs als Sohn des Baptisten-Predigers Edward Coles auf und spielte schon im Alter von vier Jahren Klavier in der Kirche seines Vaters.
Er begann seine musikalische Karriere mit einer kleinen Formation namens „The Rogues of Rhythm“ (in etwa: „Rhythmus-Spitzbuben“), sein Bruder Eddie kam bald hinzu und übernahm die Gruppe schließlich unter seinem Namen als „Eddie Cole’s Band“, später „Eddie Cole’s Solid Swingers“. Unter diesem Namen nahmen sie für das Sublabel „Sepia“ von Decca Records sogenannte rare records (seltene Aufnahmen) auf. Die Band wurde dann Teil des Orchesters einer Broadwayshow mit dem Titel „Shuffle Along“; mit ihr traten sie auch an der Westküste auf, wo das Unternehmen dann scheiterte. Nat Cole entschied sich daraufhin, in Los Angeles zu bleiben, um dort als Pianist aufzutreten. Bob Lewis, der Besitzer des Swanee Inn, hörte ihn im „Century Club“; er engagierte ihn für seinen Club und Nat Cole stellte sogleich eine Rhythmusgruppe zusammen. Er wählte den Bassisten Wesley Prince, den Gitarristen Oscar Moore und zunächst den Schlagzeuger Lee Young, arbeitete aber später mit Trios ohne Schlagzeugbesetzung. So entstand 1939 das legendäre King Cole Trio – der Beginn seiner großen Karriere.

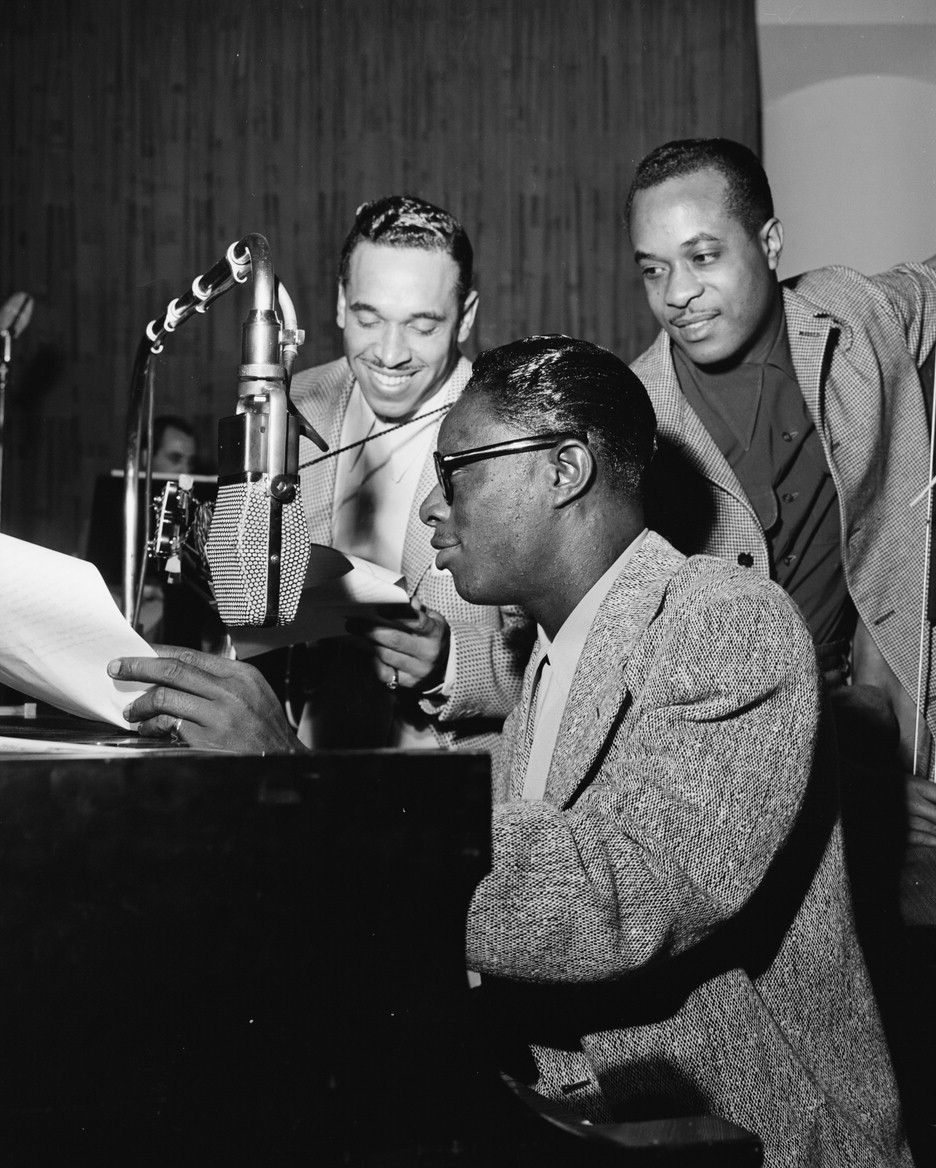
Oscar Moore (links) mit Nat Cole (Mitte) und Wesley Prince (rechts), ca. Juni 1946. Foto: William P. Gottlieb.

Sein Vorbild im Klavierspiel war Earl Hines; er kombinierte dessen Techniken mit den melodischen Übungen, die er in der Kirche seines Vaters erfahren hatte. Kurz nachdem sein Trio 1943 die ersten Aufnahmen für Capitol eingespielt hatte, galt es als einflussreichste „small group“. Das Nat-King-Cole-Trio löste einen Boom von Trios und Quintetten aus; ihnen folgten u. a. das Barbara-Carroll-Trio, das George-Shearing-Quintett, das Erroll-Garner-Trio und das Art-Van-Damme-Quintett. Cole hat von Anfang an gemeinsam mit seinen Mitstreitern im Nat King Cole Trio gesungen. Instrumentalstücke waren unter den Aufnahmen, sowie welche, die mit dem dreistimmigen Gesang ergänzt wurden. Die Chorsätze waren äußerst perkussiv und lautmalerisch. Im Jahr 1943 begann Cole neben seinem Klavierspiel dann auch balladesk zu singen, was ihn zum Vorbild der folgenden Crooners machte, im Gegensatz zu Blues-Shoutern. Sein erster Erfolgstitel in den Billboard-Charts war All for You von Robert Scherman im November 1943, der für eine Woche Rang 18 erreichte. Diesem folgten erste Hits wie Straighten Up and Fly Right (1944, #9), I Can’t See for Looking (#28) und schließlich im Oktober 1944 Gee, Baby, Ain’t I Good to You, den Cole zum Jazz-Standard machte. Im November 1946 gelang „King“ Cole der erste Nummer-1-Hit mit (I Love You) For Sentimental Reasons, der neue Song, zu dem Deek Watson von den Ink Spots den Text geschrieben hatte, war 25 Wochen in den Charts. Zu Weihnachten 1946 (sowie erneut 1947 und 1948) hatte er einen Hit mit The Christmas Song, bei dem der Gesang dominierte; 1947 sang er im Duett mit Johnny Mercer die Van Heusen-Nummer Harmony.
Coles internationaler Erfolg als Sänger stellte sich 1948 schlagartig mit seiner Aufnahme des Songs Nature Boy ein, der einzigen bedeutenden Komposition des seinerzeit völlig unbekannten kalifornischen Aussteigers Eden Ahbez. Bei dem schon im August 1947 entstandenen Song wurde er nicht nur von seinem Trio, sondern einem Studio-Orchester begleitet. Nature Boy stand acht Wochen auf Rang 1 der nationalen Charts. Ende des Jahres verließ Oscar Moore das Trio; er wurde durch Irving Ashby ersetzt, der bei Coles nächstem Hit Lost April (#20) mitwirkte, gleichzeitig der letzte Erfolgssong des 1949 verstorbenen Eddie DeLange.
1950 nahm er mit Begleitung des Stan Kenton Orchesters die TV-Melodie Orange Coloured Sky auf; Anfang 1951 war er wieder mit einem Weihnachtslied in den Charts (Frosty the Snowman). Anfang der 1950er Jahre entstanden vermehrt Titel, bei denen sein Gesang im Vordergrund stand und er von Orchestern – wie von Nelson Riddle bei seinem nächsten Nummer-1-Hit Too Young und dem oscarnominierten My Flaming Heart (1953) – oder von Pete Rugolo (Funny (Not Much), 1952), Les Baxter beim Millionenseller Mona Lisa (1950), Billy May (Can’t I, 1953) oder Summy Burke (Say ’Si Si’) begleitet wurde.
Im September 1954 hatte er einen Hit mit Charlie Chaplins Komposition Smile, die dieser 1936 für seinen Spielfilm Moderne Zeiten komponiert hatte. 1955 war sein Trio am Ende, dessen Originalbesetzung längst nicht mehr dabei war; Streicherparts dominierten seine Arrangements. Cole arbeitete fortan als Solist für Capitol Records und gab das Klavierspielen immer mehr auf. In dieser Solokarriere entfernte sich Cole immer mehr vom Jazz hin zum Pop, nahm aber unter Pseudonym (Eddie Laguna, Shorty Nadine, Sam Schmaltz) mit Jazzgrößen wie Buddy Rich und Lester Young Platten auf.

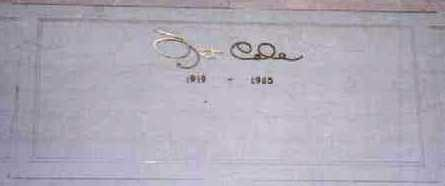
Das Grab auf dem Forest Lawn Memorial Park in Glendale, Kalifornien.

Coles erste Ehe mit Nadine Robinson endete 1948. Nur sechs Tage nach der Scheidung heiratete er die Sängerin Maria Hawkins Ellington am Ostersonntag 1948. Die Ehe hielt bis zu seinem Tod; drei Kinder stammen aus der Verbindung, darunter die 2015 verstorbene Sängerin Natalie Cole.
Er trat politisch für die Rechte der Afroamerikaner ein.
Nat King Cole war starker Raucher und starb am 15. Februar 1965 im Alter von 45 Jahren an Lungenkrebs. Seine Beisetzung fand auf dem Forest Lawn Memorial Park in Glendale, Kalifornien statt.

## Auszeichnungen
Nat King Cole war für insgesamt elf Grammys nominiert, von denen er zwei, die Auszeichnung für „Beste Performance eines Top 40 Künstlers“ (1959) sowie posthum den Grammy Lifetime Achievement Award (1990), gewann. Im Jahr 1963 erhielt er zudem einen Special Award bei den Golden Globes für seinen „internationalen Beitrag zur Aufnahmewelt“.  Er ist zweimal auf dem Hollywood Walk of Fame vertreten; in den Kategorien „Fernsehen“ und „Musik(aufnahmen)“. Beide Aufnahmen auf den Walk of Fame fanden im Jahr 1960 statt.

## Diskografie
Studioalben

| Jahr | Titel Musiklabel Katalog-Nr.                                   | Höchstplatzierung, Gesamtwochen, AuszeichnungChartplatzierungen (Jahr, Titel, Musiklabel Katalog-Nr., Platzierungen, Wochen, Auszeichnungen, Anmerkungen) | Höchstplatzierung, Gesamtwochen, AuszeichnungChartplatzierungen (Jahr, Titel, Musiklabel Katalog-Nr., Platzierungen, Wochen, Auszeichnungen, Anmerkungen) | Höchstplatzierung, Gesamtwochen, AuszeichnungChartplatzierungen (Jahr, Titel, Musiklabel Katalog-Nr., Platzierungen, Wochen, Auszeichnungen, Anmerkungen) | Höchstplatzierung, Gesamtwochen, AuszeichnungChartplatzierungen (Jahr, Titel, Musiklabel Katalog-Nr., Platzierungen, Wochen, Auszeichnungen, Anmerkungen) | Höchstplatzierung, Gesamtwochen, AuszeichnungChartplatzierungen (Jahr, Titel, Musiklabel Katalog-Nr., Platzierungen, Wochen, Auszeichnungen, Anmerkungen) | Anmerkungen                                                                   |
| Jahr | Titel Musiklabel Katalog-Nr.                                   | DE | AT | CH | UK | US | Anmerkungen                                                                   |
| ---- | -------------------------------------------------------------- | --- | --- | --- | --- | --- | ----------------------------------------------------------------------------- |
| 1952 | Penthouse Serenade Capitol H-332                               | — | — | — | — | US10 (2 Wo.)US |                                                                               |
| 1952 | Unforgettable: Songs by Nat King Cole Capitol T-357            | — | — | — | — | US30 Platin · (39 Wo.)US |                                                                               |
| 1954 | Nat King Cole Sings for Two in Love Capitol H-420              | — | — | — | — | US6 (22 Wo.)US | mit Nelson Riddle & his Orchestra                                             |
| 1955 | Moods in Song Capitol EAP 1-633                                | — | — | — | — | US9 (17 Wo.)US | mit Nelson Riddle & his Orchestra; EP                                         |
| 1956 | Ballads of the Day Capitol T-680                               | — | — | — | — | US16 (2 Wo.)US |                                                                               |
| 1957 | After Midnight Capitol W-782                                   | — | — | — | — | US13 (2 Wo.)US | mit The King Cole Trio                                                        |
| 1957 | Love Is the Thing Capitol T-824                                | — | — | — | UK1 (14 Wo.)UK | US1 Platin · (94 Wo.)US |                                                                               |
| 1957 | This Is Nat „King“ Cole Capitol T-870                          | — | — | — | — | US18 (3 Wo.)US |                                                                               |
| 1957 | Just One of Those Things Capitol T-903                         | — | — | — | — | US18 (6 Wo.)US |                                                                               |
| 1958 | St. Louis Blues Capitol W-993                                  | — | — | — | — | US18 (3 Wo.)US | Filmsoundtrack                                                                |
| 1958 | Cole Español Capitol W-1031                                    | — | — | — | — | US12 (5 Wo.)US | spanischsprachiges Album                                                      |
| 1958 | The Very Thought of You Capitol W-1084                         | — | — | — | — | US17 (2 Wo.)US |                                                                               |
| 1959 | To Whom It May Concern Capitol W-1190                          | — | — | — | — | US45 (5 Wo.)US |                                                                               |
| 1960 | Tell Me All About Yourself Capitol W-1331                      | — | — | — | — | US33 (2 Wo.)US |                                                                               |
| 1960 | Wild Is Love Capitol W-1392                                    | — | — | — | — | US4 (23 Wo.)US |                                                                               |
| 1961 | The Touch of Your Lips Capitol W-1574                          | — | — | — | — | US79 (17 Wo.)US |                                                                               |
| 1961 | String Along with Nat „King“ Cole Encore! ENC-102              | — | — | — | UK12 (9 Wo.)UK | — | Produktion für den britischen Verkaufsmarkt                                   |
| 1962 | Nat King Cole Sings / George Shearing Plays Capitol W-1675     | — | — | — | UK8 (7 Wo.)UK | US27 (16 Wo.)US | mit George Shearing                                                           |
| 1962 | Ramblin’ Rose Capitol T-1793                                   | — | — | — | — | US3 Platin · (162 Wo.)US |                                                                               |
| 1963 | Dear Lonely Hearts Capitol T-1838                              | — | — | — | — | US24 (36 Wo.)US |                                                                               |
| 1963 | Where Did Everyone Go? Capitol W-1859                          | — | — | — | — | US68 (6 Wo.)US |                                                                               |
| 1963 | Those Lazy-Hazy – Crazy Days of Summer Capitol T-1932          | — | — | — | — | US14 (36 Wo.)US |                                                                               |
| 1964 | I Don’t Want to Be Hurt Anymore Capitol T-2118                 | — | — | — | — | US18 (45 Wo.)US |                                                                               |
| 1964 | Sings My Fair Lady Capitol T-2117                              | — | — | — | — | US74 (23 Wo.)US |                                                                               |
| 1965 | L-O-V-E Capitol T-2195                                         | — | — | — | — | US4 (38 Wo.)US |                                                                               |
| 1965 | Songs from Cat Ballou and Other Motion Pictures Capitol T-2340 | — | — | — | — | US77 (9 Wo.)US |                                                                               |
| 1971 | White Christmas Music for Pleasure MFP-5224                    | — | — | — | UK45 (1 Wo.)UK | — | mit Dean Martin, Produktion für den britischen und europäischen Verkaufsmarkt |
| 1988 | Christmas with Nat „King“ Cole Stylus SMR-868                  | — | — | — | UK25 Gold · (10 Wo.)UK | — | Produktion für den britischen Verkaufsmarkt                                   |
| 2005 | Nat & Dean at Christmas EMI 3402612                            | — | — | — | UK96 Gold · (1 Wo.)UK | — | mit Dean Martin                                                               |
| 2009 | The Christmas Song Capitol W-1967                              | — | — | CH9 (9 Wo.)CH | — | US4 ×6Sechsfachplatin · (89 Wo.)US | Erstveröffentlichung: 1962 in US 2009, in CH erstmals 2021 platziert          |
| 2019 | The Christmas Song [2009] Capitol 6852602                      | DE14 (8 Wo.)DE | AT19 (8 Wo.)AT | — | UK22 (8 Wo.)UK | — | Erstveröffentlichung: 2009 in UK 2019, in DE/AT erstmals 2022 platziert       |

grau schraffiert: keine Chartdaten aus diesem Jahr verfügbar

## Fernseh- und Kinoauftritte
Nat King Cole hatte eine eigene Radio-Show, später mit der ab dem 5. November 1956 bei NBC ausgestrahlten Nat King Cole Show auch eine eigene Fernsehsendung. Zwar war schon zuvor die afroamerikanische Sängerin und Jazzpianistin Hazel Scott mit einer eigenen Show aufgetreten, aber mit Cole zeigte sich erstmals ein männlicher Sänger auf dem kleinen Bildschirm. Die ursprünglich nur 15 Minuten langen Sendungen wurden im Juli 1957 auf 30 Minuten verlängert. Wegen des Ausbleibens von Sponsoren wurde die Sendung bereits am 17. Dezember 1957 eingestellt.
Nat King Cole spielte auch in etlichen Spielfilmen mit. Am bekanntesten in Deutschland ist sein Auftritt als Sänger in Cat Ballou – Hängen sollst du in Wyoming, zusammen mit Stubby Kaye. Sehr oft wurde er für ein Titellied eingesetzt, so in Gardenia – Eine Frau will vergessen (The Blue Gardenia, 1953), Rattennest (Kiss Me Deadly, 1955), Das Land des Regenbaums (Raintree County, 1957) und in St. Louis Blues (1958), oder es wurden nur seine Lieder gespielt, wie nach seinem Tod in Wie ein wilder Stier (Raging Bull, 1980) oder in Garp und wie er die Welt sah (The World According to Garp, 1982). Ein Teil seiner Filmlieder wurde auf der Langspielplatte Nat King Cole sings Songs from the Movies (Capitol Vine Series, VMP 1008) veröffentlicht.

## Filme
Eine kurze Nebenrolle spielte Cole auch in Orson Welles’ Meisterwerk Citizen Kane. Im Jahr 1953, der Hochzeit der 3D-Filme, stand er für den Musik-Kurzfilm Pretend, beworben als „Hollywood’s First Musical Featurette in 3-Dimension“, vor der Kamera.
- 1941: Citizen Kane
- 1943: Pistol Packin’ Mama
- 1945: See My Lawyer

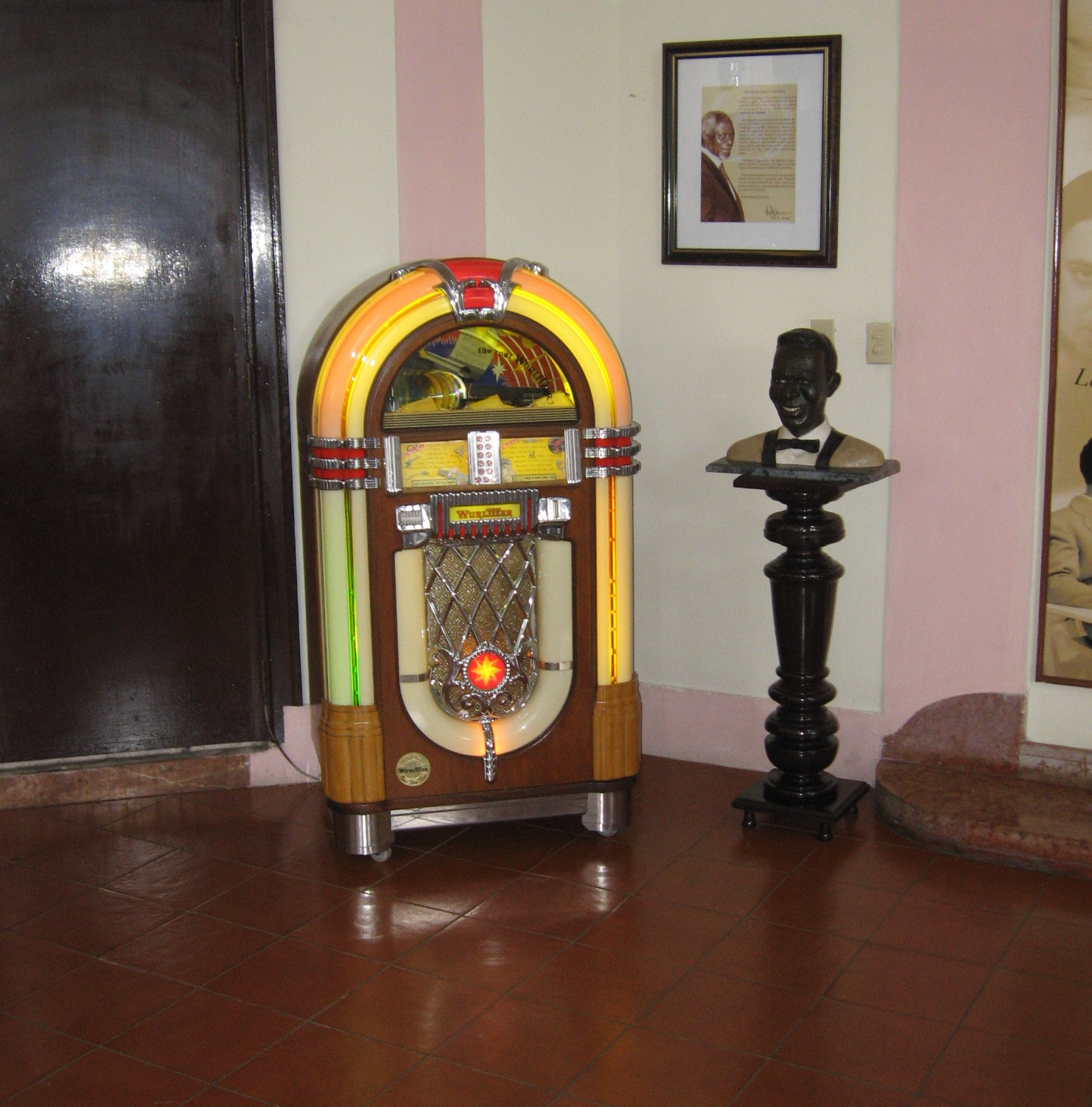
Denkmal für Nat King Cole (Hotel Nacional, Havana/Kuba)

- 1953: Gardenia – Eine Frau will vergessen (Gardenia)
- 1953: Pretend
- 1953: Small Town Girl
- 1954: Die Tochter des Kalifen (The Adventures of Hajji Baba)
- 1957: Istanbul
- 1957: China-Legionär (China Gate)
- 1958: St. Louis Blues
- 1959: Erinnerung einer Nacht (Night of the Quarter Moon)
- 1960: Schlager-Raketen
- 1965: Cat Ballou – Hängen sollst du in Wyoming (Cat Ballou)